# Neoathyreus lyriferus
Neoathyreus lyriferus là một loài bọ cánh cứng trong họ Geotrupidae. Loài này được Howden & Gill miêu tả khoa học năm 1984.